# 心宅獵人
《心宅獵人》，2020年中國大陸播出的民初電視劇，由侯明昊、祝緒丹、劉冬沁領銜主演，該劇集根據中文寫作者「貳十三」的小說《凶宅筆記》改編。

## 播放平台
| 頻道         | 所在地   | 播映日期       | 播出時間                 | 備註 |
| ------------ | -------- | -------------- | ------------------------ | ---- |
| 愛奇藝       | 中国大陆 | 2020年11月23日 | 每周一至周四20:00更新2集 |      |
| 愛奇藝台灣站 | 台灣     | 2020年11月23日 | 每周一至周四20:00更新2集 |      |

## 故事簡介
故事從一場死亡遊戲開始，唯一的倖存者叫江爍（侯明昊飾）。
事件發生的一年後，一張江爍的死亡通知單，讓失憶後的他與尋找父親的心理醫生秦一恆、軍閥之女具有雙重人格的女警探元慕青（祝緒丹飾）走到了一起。
為了尋求真相，展開一場愛與記憶、親情與友情、民國的盜夢空間之旅。

## 演出
- 侯明昊 饰 江烁
- 刘冬沁 饰 秦一恒
- 祝绪丹 饰 元慕青
- 肖　旭 饰 白开
- 常仕欣 饰 商羽 / 赵菱 / 刘丽
- 宗峰岩 饰 元阵
- 张可云 饰 万锦荣
- 孙绍龙 饰 元一
- 张　翔 饰 秦一持
- 屈　刚 饰 不言
- 季蘋蘋 饰 许雅安

## 原声歌曲
| 曲序 | 曲目                 |              | 作曲           | 演唱         |
| ---- | -------------------- | ------------ | -------------- | ------------ |
| 1.   | 猎心（主题曲）       | 廖羽、和汇慧 | 和汇慧、王梓同 | 信           |
| 2.   | 放了她（片尾曲）     | 廖羽、和汇慧 | 和汇慧、王梓同 | 和汇慧、王野 |
| 3.   | 悲欢游戏（插曲）     | 廖羽、和汇慧 | 和汇慧         | 孟子坤       |
| 4.   | 虚空的堡垒（推广曲） | 廖羽、和汇慧 | 王梓同、和汇慧 | 王野         |

## 外部連結
- 《心宅獵人 》的新浪微博